# Complémentarité des bases azotées
Les phénomènes de la réplication, de la réparation, de la  transcription et de la traduction utilisent ce que l'on appelle la complémentarité des bases azotées. Au cours de ces processus, des paires de bases se forment. Ces paires sont les suivantes :
| Base | Base(s) complémentaire(s) |
| ---- | ------------------------- |
| A    | T,U                       |
| T    | A                         |
| G    | C                         |
| C    | G                         |
| U    | A                         |
| I    | A, U, C                   |

L'utilisation de l'inosine I est un des phénomènes de wobble pairing car plusieurs choix sont possibles pour l'appariement.
Les bases azotées complémentaires (A/T et G/C) sont toujours observées ensemble. Cette complémentarité permet aux molécules planes de s’emboîter et d’établir des liaisons hydrogène entre elles, formant les barreaux de la structure de la double hélice de l'ADN.